# Calanthe yuana
Calanthe yuana är en orkidéart som beskrevs av Tang och Fa Tsuan Wang. Calanthe yuana ingår i släktet Calanthe och familjen orkidéer. IUCN kategoriserar arten globalt som starkt hotad. Inga underarter finns listade i Catalogue of Life.